# José Gil Ramos
José Gil Ramos (Onda, setembre de 1862 - ?) fou un sacerdot i cantor valencià.
Nascut en Onda començà els seus estudis eclesiàstics en els Seminari Diocesà de Tortosa, admès molt prompte com a salmista, gràcies a la seua robusta i dolça veu, en la Concatedral de Tortosa. Al 1888 va accedir al càrrec de director del cor, mitjançant oposicions, de la Catedral de l'Almudena de Madrid. Més tard al 1893 va passar a ocupar, també opositant, el benefici de salmista a la Seu de València, càrrec que exercirà fins a 1925, any en què se li va atorgar un benefici de gràcia. Després de 40 anys de servei en diverses catedrals, l'any 1928 fou ascendit a una canongia en la Catedral de Granada.